# 瓜拉图巴
瓜拉图巴是巴西巴拉那州的一个市镇。总面积1325.883平方公里，总人口32315人，人口密度24.4人/平方公里。